# Гіпотеза «розподілу ризику»
Гіпо́теза «розпо́ділу ри́зику» (англ. spreading of risk): чисельність будь-якої  популяції в природі підтримується на певному рівні (в певних межах) остільки, оскільки ризик загибелі особин від яких-небудь несприятливих факторів випадково «розподілений» і в просторі, і в часі. Гіпотезу висунули П. Бур (Boer) і Я. Редінгіус (Reddingius). Найважливіша умова «розподілу ризику» — гетерогенність конкретних місцеперебувань.